# Walter Samuel
Walter Adrián Luján Samuel (sinh ngày 23 tháng 3 năm 1978) là một cựu cầu thủ bóng đá người Argentina chơi ở vị trí trung vệ. Samuel được đánh giá là một trong những hậu vệ cứng rắn nhất trong bóng đá, đồng đội và là đội trưởng Inter Javier Zanetti nói rằng anh là cầu thủ rắn nhất mà anh từng thi đấu cùng.
Samuel là cầu thủ quan trọng trong cú ăn ba lịch sử của Inter trong mùa giải 2009–10 dưới thời José Mourinho và đã thi đấu trên 50 trận cho đội tuyển quốc gia Argentina. Lối chơi sức mạnh, quyết liệt đem đến cho anh biệt danh Il Muro ("Hòn đá tảng").

## Thống kê sự nghiệp

### Câu lạc bộ
Tính đến 29 tháng 1 năm 2016.
| Câu lạc bộ          | Mùa giải            | Giải đấu | Giải đấu | Cúp quốc gia | Cúp quốc gia | Châu Âu | Châu Âu | Tổng cộng | Tổng cộng |
| Câu lạc bộ          | Mùa giải            | Trận     | Bàn      | Trận         | Bàn          | Trận    | Bàn     | Trận      | Bàn       |
| ------------------- | ------------------- | -------- | -------- | ------------ | ------------ | ------- | ------- | --------- | --------- |
| Newell's Old Boys   |                     |          |          |              |              |         |         |           |           |
| 1995–96             | 5                   | 0        | 0        | 0            | 0            | 0       | 5       | 0         |           |
| 1996–97             | 35                  | 0        | 0        | 0            | 0            | 0       | 35      | 0         |           |
| 1997–98             | 2                   | 0        | 0        | 0            | 0            | 0       | 2       | 0         |           |
| Total               | 42                  | 0        | 0        | 0            | 0            | 0       | 42      | 0         |           |
| Boca Juniors        |                     |          |          |              |              |         |         |           |           |
| 1997–98             | 12                  | 0        | 0        | 0            | 0            | 0       | 12      | 0         |           |
| 1998–99             | 34                  | 2        | 0        | 0            | 6            | 0       | 40      | 2         |           |
| 1999–00             | 31                  | 2        | 0        | 0            | 20           | 1       | 51      | 3         |           |
| Tổng cộng           | 77                  | 4        | 0        | 0            | 26           | 1       | 103     | 5         |           |
| Roma                |                     |          |          |              |              |         |         |           |           |
| 2000–01             | 34                  | 1        | 0        | 0            | 0            | 0       | 34      | 1         |           |
| 2001–02             | 26                  | 5        | 0        | 0            | 7            | 0       | 33      | 5         |           |
| 2002–03             | 31                  | 2        | 0        | 0            | 10           | 0       | 41      | 2         |           |
| 2003–04             | 31                  | 1        | 0        | 0            | 8            | 0       | 39      | 1         |           |
| Tổng cộng           | 122                 | 9        | 0        | 0            | 25           | 0       | 147     | 9         |           |
| Real Madrid         |                     |          |          |              |              |         |         |           |           |
| 2004–05             | 30                  | 2        | 2        | 0            | 8            | 0       | 40      | 2         |           |
| Tổng cộng           | 30                  | 2        | 2        | 0            | 8            | 0       | 40      | 2         |           |
| Internazionale      |                     |          |          |              |              |         |         |           |           |
| 2005–06             | 27                  | 2        | 6        | 0            | 9            | 0       | 42      | 2         |           |
| 2006–07             | 18                  | 3        | 6        | 0            | 3            | 0       | 27      | 3         |           |
| 2007–08             | 12                  | 0        | 1        | 0            | 5            | 1       | 18      | 1         |           |
| 2008–09             | 17                  | 1        | 2        | 0            | 1            | 0       | 20      | 1         |           |
| 2009–10             | 28                  | 3        | 1        | 0            | 13           | 1       | 42      | 4         |           |
| 2010–11             | 10                  | 0        | 0        | 0            | 3            | 0       | 13      | 0         |           |
| 2011–12             | 27                  | 2        | 1        | 0            | 6            | 1       | 35      | 3         |           |
| 2012–13             | 16                  | 1        | 1        | 0            | 5            | 0       | 22      | 1         |           |
| 2013–14             | 14                  | 2        | 1        | 0            | —            | —       | 15      | 2         |           |
| Tổng cộng           | 169                 | 14       | 19       | 0            | 45           | 3       | 236     | 17        |           |
| Basel               |                     |          |          |              |              |         |         |           |           |
| 2014–15             | 12                  | 1        | 2        | 0            | 4            | 0       | 18      | 1         |           |
| 2015–16             | 7                   | 0        | 3        | 0            | 4            | 0       | 14      | 0         |           |
| Tổng cộng           | 19                  | 1        | 5        | 0            | 8            | 0       | 32      | 1         |           |
| Tổng cộng sự nghiệp | Tổng cộng sự nghiệp | 459      | 29       | 36           | 0            | 157     | 7       | 626       | 37        |

### Đội tuyển quốc gia
| Argentina | Argentina | Argentina |
| Năm       | Trận      | Bàn       |
| --------- | --------- | --------- |
| 1999      | 10        | 1         |
| 2000      | 10        | 0         |
| 2001      | 8         | 2         |
| 2002      | 6         | 0         |
| 2003      | 5         | 1         |
| 2004      | 6         | 0         |
| 2005      | 5         | 1         |
| 2006      | 2         | 0         |
| 2007      | 0         | 0         |
| 2008      | 0         | 0         |
| 2009      | 0         | 0         |
| 2010      | 4         | 0         |
| Tổng cộng | 56        | 5         |

### Bàn thắng cho đội tuyển quốc gia
Bàn thắng và tỉ số của đội tuyển Argentina được để trước.
| # | Ngày                | Địa điểm                                                       | Đối thủ   | Bàn thắng | Kết quả | Giải đấu                 |
| - | ------------------- | -------------------------------------------------------------- | --------- | --------- | ------- | ------------------------ |
| 1 | 4 tháng 2 năm 1999  | Sân vận động José Pachencho Romero, Maracaibo, Venezuela       | Venezuela | 1–0       | 2–0     | Giao hữu                 |
| 2 | 28 tháng 3 năm 2001 | Sân vận động Antonio Vespucio Liberti, Buenos Aires, Argentina | Venezuela | 5–0       | 5–0     | Vòng loại World Cup 2002 |
| 3 | 8 tháng 11 năm 2001 | Sân vận động Antonio Vespucio Liberti, Buenos Aires, Argentina | Perú      | 1–0       | 2–0     | Vòng loại World Cup 2002 |
| 4 | 20 tháng 8 năm 2003 | Sân vận động Artemio Franchi, Firenze, Ý                       | Uruguay   | 2–2       | 3–2     | Giao hữu                 |
| 6 | 12 tháng 5 năm 2005 | Sân vận động Genève, Genève, Thụy Sĩ                           | Anh       | 1–2       | 2–3     | Giao hữu                 |

## Danh hiệu

### Câu lạc bộ
Boca Juniors
- Primera División: 1998 Apertura, 1999 Clausura
- Copa Libertadores: 2000

Roma
- Serie A: 2000–01
- Supercoppa Italiana: 2001

Internazionale
- Serie A: 2005–06, 2006–07, 2007–08, 2008–09, 2009–10
- Coppa Italia: 2005–06, 2009–10, 2010–11
- Supercoppa Italiana: 2005, 2006, 2008, 2010
- UEFA Champions League: 2009–10

FC Basel
- Swiss Super League: 2014–15, 2015–16